# Jonas Brøndum Andersen
Jonas Brøndum Andersen (ur. 11 maja 1993 w Kopenhadze) – duński żużlowiec.

## Życiorys

### Kariera sportowa
Srebrny medalista drużynowych mistrzostw świata juniorów (Bałakowo 2011). Srebrny medalista drużynowych mistrzostw Europy juniorów (Lendava 2011). Dwukrotny finalista indywidualnych mistrzostw Europy juniorów (Goričan 2010 – XI miejsce, Lublana 2011 – VIII miejsce). 
W lidze brytyjskiej reprezentant klubów Redcar Bears (2015–2018) i Wolverhampton Wolves (2018).

### Życie prywatne
Brat Mikkela Brønduma Andersena, również żużlowca.